# ولایت فرغانه
ولایت فَرغانه یکی از ولایت‌های کشور ازبکستان است. ولایت فرغانه در شمال‌غربی این کشور واقع شده و از جملۀ پرتراکم‌ترین مناطق ازبکستان به‌شمار می‌رود. باشندگان این ولایت شامل ازبک‌ها، تاجیک‌ها و روس‌ها می‌شود.
وسعت آن ۷٬۱۰۰ کیلومتر مربع و جمعیت آن ۲٬۷۳۶٬۰۰۰ تن است.

## تاریخچه
فَرغانه برای نخستین‌بار در آثار مکتوب قرن ۵ میلادی ظاهر شد. با این حال، شواهد باستان‌شناسی نشان می‌دهد که این شهر قدیمی‌تر بوده‌است. مانند بسیاری از نقاط دیگر آسیای مرکزی در قرون ۶ و ۷ میلادی، فَرغانه تحت کنترل خاقانات ترکی غربی قرار داشت. اگرچه هنوز بیشتر ایرانیان شرقی در آن ساکن بودند، اما بسیاری از ترک‌ها نیز در آنجا مستقر شده بودند. شهر فرغانه در سال ۱۸۷۶ به عنوان یک شهر و پادگان ضمیمهٔ مستعمراتی  توسط امپراتوری روسیه بازسازی شد و در زبان روسی «فرگانا» خوانده شد. در سال ۱۹۲۴، پس از تسخیر مجدد بلشویک‌ها از منطقه از شورشیان باسماچی، به جمهوری شوروی ازبکستان پیوست.
در زبان و ادبیات فارسی به فرغانه اشاره شده است.
| گفتم: ز کجایی تو؟ تسخر زد و گفت: ای جان |  | نیمیم ز ترکستان نیمیم ز فرغانه (مولوی)            |
| از خم گیسوی درازش سخن                   |  | گاه به چین گاه به فرغانه بود (میرزا حبیب خراسانی) |

## شهرهای استان

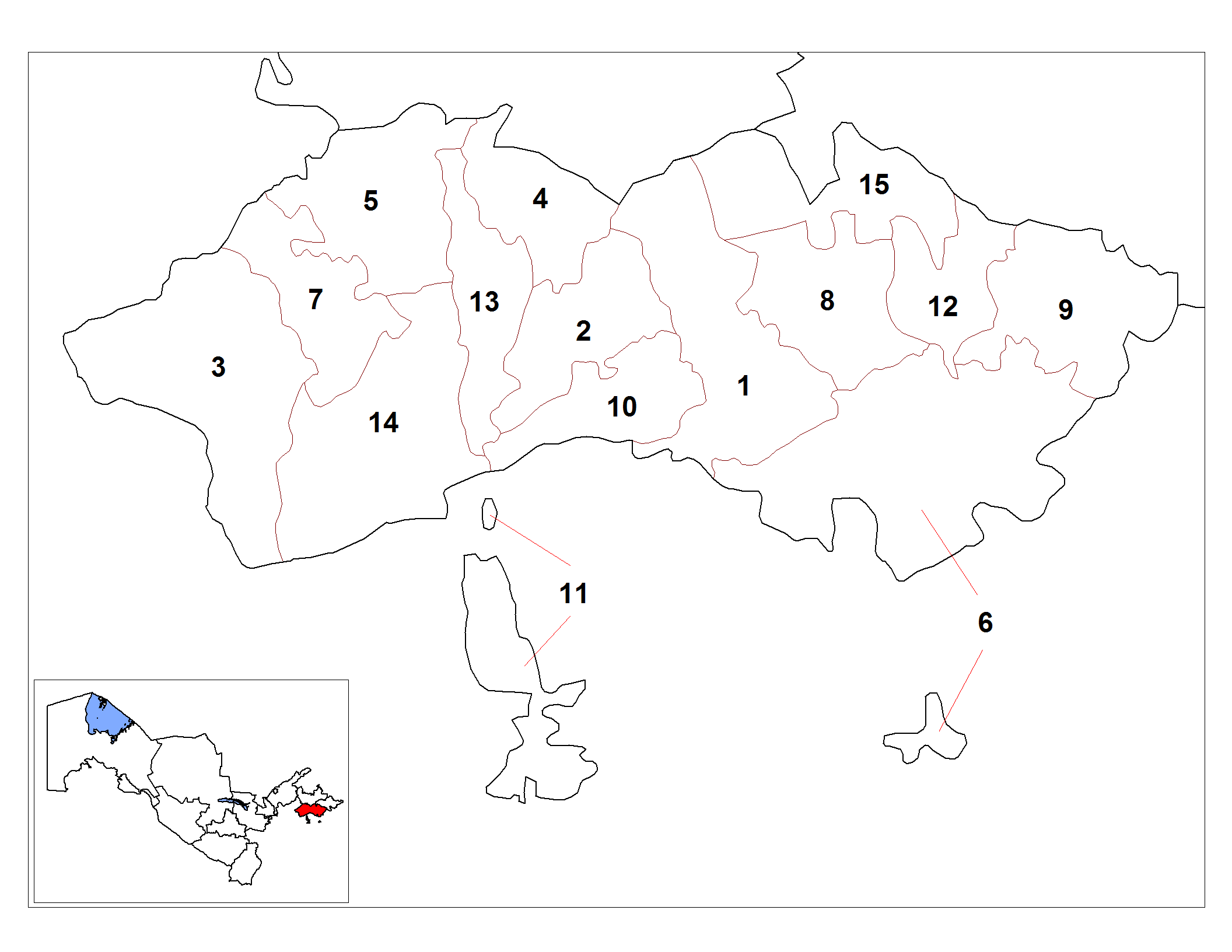

- فرغانه
- خوقند (قوقان)
- مَرغیلان (مَرغینان)